# Barna Hedenhös (ofärdig TV-serie)
Barna Hedenhös skulle ha varit SVT:s julkalender 1991 och planerades att bygga på böckerna med samma namn av Bertil Almqvist. Serien skulle ha regisserats av Catti Edfeldt efter ett manus av Per-Arne Ahlin med Börje Ahlstedt i huvudrollen som pappa Sven. Avsnitten planerades bli 15 minuter långa.
I slutändan blev 1991 års julkalender istället Sunes jul och planerna med Barna Hedenhös lades tills vidare på is. 2013 hade julkalendern Barna Hedenhös uppfinner julen premiär.

## Handling
Familjen Hedenhös åker bland annat vintergata genom Sverige till USA, Egypten och månen. I serien skulle även en ny figur introduceras; familjens väldigt sura granne Ur-Jante.

## Produktion

### Förproduktion
På en presskonferens i Montreux 14 maj 1990 avslöjades det att 1991 års julkalender skulle bli en filmatisering av de populära barnböckerna Barna Hedenhös av Bertil Almqvist med Catti Edfeldt som regissör med Börje Ahlstedt i huvudrollen som pappa Sven. Tommy Bennvik var producent och projektledare. Serien planerades då spelas in i vintern 1990-91 samtidigt som Ahlstedt skulle spela Per Gynt på Dramaten i regi av Ingmar Bergman.
I augusti meddelade Börje Ahlstedt att han hoppar av projektet eftersom hans roll som Per Gynt på Dramaten skulle kräva så mycket och Dramaten tvingat honom välja mellan den rollen och julkalendern.
På biograf Rival i Stockholm anordnades 17 november audition för att rollsätta barnen Sten och Flisa där 240 barn dök upp. Inspelningarna planerades då inledas i mars 1991 och pågå i ett halvår.
I oktober 1990 meddelade SVT att julkalendern lagts på is i minst ett år på grund av tidsbrist och att arbetet blivit för tekniskt svårt. Tommy Bennvik sa, "Vi hinner helt enkelt inte. Planering och inspelning av av "Barna Hedenhös" är ett tekniskt väldigt svårt arbete eftersom familjens alla resor ska vara med i serien". Samtidigt avslöjades att julkalendern 1991 istället skulle bygga på böckerna om Sune av Anders Jacobsson och Sören Olsson vilket resulterade i Sunes jul.
Aftonbladets spalt "Folk i farten" publicerade i december 1990 ett rykte att Svullo skulle ta över rollen som pappa Ben. Svullo själv kommenterade detta med att det "vore ganska kul" och att han "skulle bli utmärkt Pappa Ben".

### Fortsättning
2012 togs planerna upp igen och resulterade i 2013 års julkalender Barna Hedenhös uppfinner julen.